# John MacLean (hockey sur glace)
Pour les articles homonymes, voir John MacLean et MacLean.
John Harold MacLean (né le 20 novembre 1964 à Oshawa dans la province de l'Ontario au Canada) est un joueur professionnel retraité de hockey sur glace.

## Carrière
John MacLean commence à jouer de le hockey en 1981-1982 dans la Ligue de hockey de l'Ontario pour l'équipe représentant sa ville natale, les Generals d'Oshawa.
En 1983, il est choisi par les Devils du New Jersey au cours du repêchage d'entrée dans la LNH. Il est le 6e choix au total et le premier des Devils.
Il fait ses débuts dans sa nouvelle franchise le 5 octobre de la même année, contre les voisins des Devils, les Rangers de New York.
Un de ces plus grands moment date du 3 avril 1988, jour où il marque un but en prolongation contre les Blackhawks de Chicago envoyant son équipe en série éliminatoire pour la première fois de leur histoire.
En 1995, il gagne avec les Devils la Coupe Stanley en tant que capitaine par alternance de l'équipe.
Le 7 décembre 1997, il est échangé aux Sharks de San José mais ne restera pas longtemps dans l'équipe. En effet, à la fin de la saison, il signe en tant qu'agent libre pour les Rangers de New York.
En février 2001, il rejoint les Stars de Dallas qui seront sa dernière équipe : il prend sa retraite à la fin de l'année suivante. Quelques mois plus tard, il rejoint l'équipe dirigeante des Devils et accepte le poste d'entraîneur-adjoint de la franchise.
Après un passage avec les Devils de Lowell où il agit à titre d'entraîneur-chef pour la saison 2009-2010, il revient en LNH en tant qu'entraîneur en chef des Devils. Il est congédié par l'équipe le 23 décembre 2010 pour être remplacé par Jacques Lemaire jusqu'au terme de la saison 2010-11.

### Trophées et honneurs personnels
Ligue nationale de hockey
- Il est sélectionné pour le Match des étoiles de la Ligue nationale de hockey en 1989 et 1991.
- Il est élu MVP des Devils en 1989-1990.
- Il gagne la Coupe Stanley en 1995

Devils du New Jersey
- Plus grand total de buts (347).
- Plus grand nombre de buts et de points en supériorité numérique (92 et 197)
- Plus grand nombre de tour du chapeau avec Patrik Eliáš (6)
- 1988-1989 : meilleur buteur et pointeur (42 et 87).
- 1989-1990 : meilleur buteur de la saison et des séries (41 et 5)
- 1990-1991 : meilleur buteur et pointeur de la saison et des séries (45 et 78 en saison et 5 et 8 en séries).
- 1993-1994 : meilleur buteur (37).
- 1996-1997 : meilleur buteur à égalité durant la saison (29) et meilleur buteur et pointeur durant les séries (9 et 4)

Sharks de San José
- 1997-1998 :  meilleur buteur et pointeur (2 et 5).

## Statistiques
| Saison     | Équipe               | Ligue      |       | Saison régulière | Saison régulière | Saison régulière | Saison régulière | Saison régulière |    | Séries éliminatoires | Séries éliminatoires | Séries éliminatoires | Séries éliminatoires | Séries éliminatoires |
| Saison     | Équipe               | Ligue      | PJ    | B                | A                | Pts              | Pun              | PJ               | B  | A                    | Pts                  | Pun                  |                      |                      |
| 1981-1982  | Generals d'Oshawa    | LHO        | 67    | 17               | 22               | 39               | 197              | 12               | 3  | 6                    | 9                    | 63                   |                      |                      |
| 1982-1983  | Generals d'Oshawa    | LHO        | 66    | 47               | 51               | 98               | 138              | 17               | 18 | 20                   | 38                   | 35                   |                      |                      |
| 1983-1984  | Generals d'Oshawa    | LHO        | 30    | 23               | 36               | 59               | 58               | 7                | 2  | 5                    | 7                    | 18                   |                      |                      |
| 1983-1984  | Devils du New Jersey | LNH        | 23    | 1                | 0                | 1                | 10               |                  |    |                      |                      |                      |                      |                      |
| 1984-1985  | Devils du New Jersey | LNH        | 61    | 13               | 20               | 33               | 44               |                  |    |                      |                      |                      |                      |                      |
| 1985-1986  | Devils du New Jersey | LNH        | 74    | 21               | 36               | 57               | 112              |                  |    |                      |                      |                      |                      |                      |
| 1986-1987  | Devils du New Jersey | LNH        | 80    | 31               | 36               | 67               | 120              |                  |    |                      |                      |                      |                      |                      |
| 1987-1988  | Devils du New Jersey | LNH        | 76    | 23               | 16               | 39               | 147              | 20               | 7  | 11                   | 18                   | 60                   |                      |                      |
| 1988-1989  | Devils du New Jersey | LNH        | 74    | 42               | 45               | 87               | 127              |                  |    |                      |                      |                      |                      |                      |
| 1989-1990  | Devils du New Jersey | LNH        | 80    | 41               | 38               | 79               | 80               | 6                | 4  | 1                    | 5                    | 12                   |                      |                      |
| 1990-1991  | Devils du New Jersey | LNH        | 78    | 45               | 33               | 78               | 150              | 7                | 5  | 3                    | 8                    | 20                   |                      |                      |
| 1992-1993  | Devils du New Jersey | LNH        | 80    | 24               | 24               | 48               | 102              | 5                | 0  | 1                    | 1                    | 10                   |                      |                      |
| 1993-1994  | Devils du New Jersey | LNH        | 80    | 37               | 33               | 70               | 95               | 20               | 6  | 10                   | 16                   | 22                   |                      |                      |
| 1994-1995  | Devils du New Jersey | LNH        | 46    | 17               | 12               | 29               | 32               | 20               | 5  | 13                   | 18                   | 14                   |                      |                      |
| 1995-1996  | Devils du New Jersey | LNH        | 76    | 20               | 28               | 48               | 91               |                  |    |                      |                      |                      |                      |                      |
| 1996-1997  | Devils du New Jersey | LNH        | 80    | 29               | 25               | 54               | 49               | 10               | 4  | 5                    | 9                    | 4                    |                      |                      |
| 1997-1998  | Devils du New Jersey | LNH        | 26    | 3                | 8                | 11               | 14               |                  |    |                      |                      |                      |                      |                      |
| 1997-1998  | Sharks de San José   | LNH        | 51    | 13               | 19               | 32               | 28               | 6                | 2  | 3                    | 5                    | 4                    |                      |                      |
| 1998-1999  | Rangers de New York  | LNH        | 82    | 28               | 27               | 55               | 46               |                  |    |                      |                      |                      |                      |                      |
| 1999-2000  | Rangers de New York  | LNH        | 77    | 18               | 24               | 42               | 52               |                  |    |                      |                      |                      |                      |                      |
| 2000-2001  | Moose du Manitoba    | LIH        | 32    | 6                | 12               | 18               | 28               |                  |    |                      |                      |                      |                      |                      |
| 2000-2001  | Rangers de New York  | LNH        | 2     | 0                | 0                | 0                | 0                |                  |    |                      |                      |                      |                      |                      |
| 2000-2001  | Stars de Dallas      | LNH        | 28    | 4                | 2                | 6                | 17               | 10               | 2  | 1                    | 3                    | 6                    |                      |                      |
| 2001-2002  | Grizzlies de l'Utah  | LAH        | 5     | 0                | 1                | 1                | 4                |                  |    |                      |                      |                      |                      |                      |
| 2001-2002  | Stars de Dallas      | LNH        | 20    | 3                | 3                | 6                | 17               |                  |    |                      |                      |                      |                      |                      |
| Totaux LNH | Totaux LNH           | Totaux LNH | 1 194 | 413              | 429              | 842              | 1 333            | 104              | 35 | 48                   | 83                   | 152                  |                      |                      |